# Jorge García Carneiro
Jorge Luis García Carneiro (Caracas, 8 de febrero de 1952-22 de mayo de 2021) fue un político y militar venezolano. Fue elegido gobernador de La Guaira en 2008 y reelecto en 2012, habiendo sido previamente comandante general del Ejército, ministro de defensa y ministro de desarrollo social y participación popular. Fue miembro del Partido Socialista Unido de Venezuela.

## Biografía
Se graduó de la Academia Militar de Venezuela en 1975, donde obtuvo el título de magíster scientiarum en Seguridad y Defensa Nacional. Durante el golpe de Estado de 2002 fue hecho prisionero en el Fuerte Tiuna.
García Carneiro fue jefe del Ejército venezolano desde enero de 2003 hasta enero de 2004, cuando asumió como Ministro de Defensa. Ocupó este cargo hasta diciembre de 2006.
Miembro del partido gobernante, el Partido Socialista Unido de Venezuela (PSUV), se postuló en las elecciones regionales de 2008 para el estado de La Guaira y ganó contra el exgobernador Antonio Rodríguez San Juan con el 61,57% de los votos. Fue ampliamente reelegido en las elecciones regionales de diciembre 2012 con el 73,44% de los votos y se reinvierte en22 de diciembre de 2012.
El 22 de mayo de 2021, la Vicepresidenta de la República Bolivariana de Venezuela, Delcy Rodríguez, anunció su fallecimiento.

## Sanciones
García Carneiro fue sancionado en 2019 por Estados Unidos y Canadá, responsabilizado de corrupción, el bloqueo de ayuda humanitaria a Venezuela y de socavar la democracia en el país.

## Vida personal
Contrajo matrimonio con María del Valle de García, con quien formó una familia integrada por cinco hijos: Jorge Javier, César Alejandro, María Alejandra, María Fernanda y Ender Antonio.